# Eaux-Bonnes

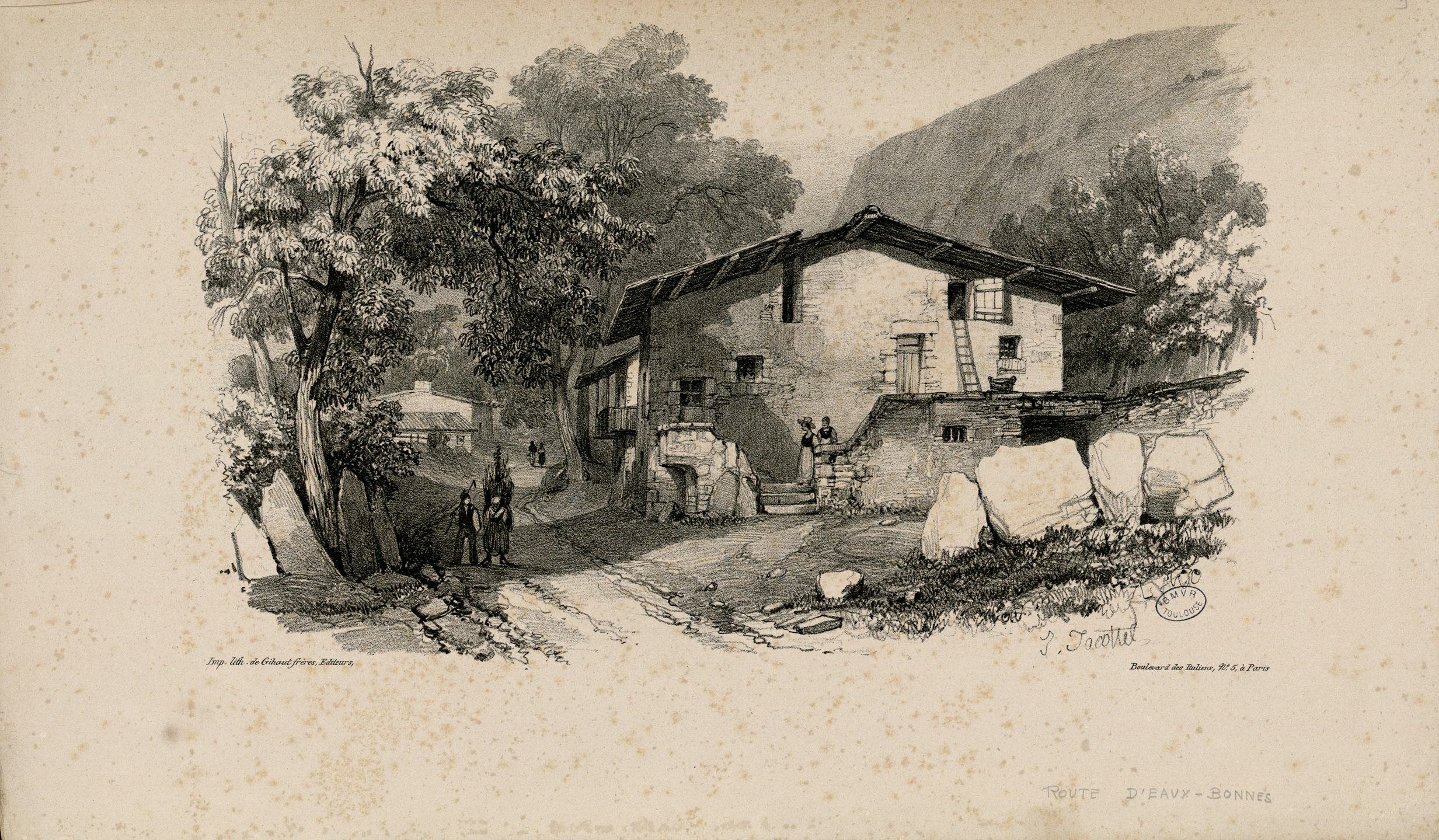
Radierung von A. Jacottet

Eaux-Bonnes ist eine französische Gemeinde mit 203 Einwohnern (Stand 1. Januar 2022) im Département Pyrénées-Atlantiques in der Region Nouvelle-Aquitaine (vor 2016: Aquitanien). Die Gemeinde gehört zum Arrondissement Oloron-Sainte-Marie und zum Kanton Oloron-Sainte-Marie-2 (bis 2015: Kanton Laruns).
Die Bewohner werden Eaux-Bonnais oder Eaux-Bonnaises genannt. Der Name in der gascognischen Sprache lautet Las Aigas Bonas.

## Geographie
Eaux-Bonnes liegt circa 40 Kilometer südöstlich von Oloron-Sainte-Marie im Vallée d’Ossau in der historischen Provinz Béarn am südöstlichen Rand des Départements an der Grenze zum benachbarten Département Hautes-Pyrénées.
Die höchste Erhebung im Gebiet der Gemeinde ist der Géougue d’Arre (2619 m).
Die Gemeinde besteht aus vier Ortsteilen:
- Eaux-Bonnes ist aufgrund einer Thermalquelle im 18. Jahrhundert gegründet worden. Der Ortsteil liegt etwas erhöht oberhalb des Flusses Valentin an einer Fallstufe, die einen beeindruckenden Wasserfall bewirkt.
- Aas ist der Ursprung der Gemeinde und liegt an einem Hang auf der gegenüberliegenden Seite des Valentin. Aas lebt seit seinen Anfängen von der Naturweidewirtschaft und ist bekannt als das „Dorf der Pfeifer“, denn die Bewohner können sich über große Entfernungen hinweg durch Pfeifen verständigen.
- Assouste am nordwestlichen Rand des Gemeindegebiets liegt im Ossautal.
- Gourette liegt auf über 1300 m Höhe und ist ein Wintersportort mit einem der größten Skigebiete der Pyrenäen.

Ortsteile der Gemeinde Eaux-Bonnes
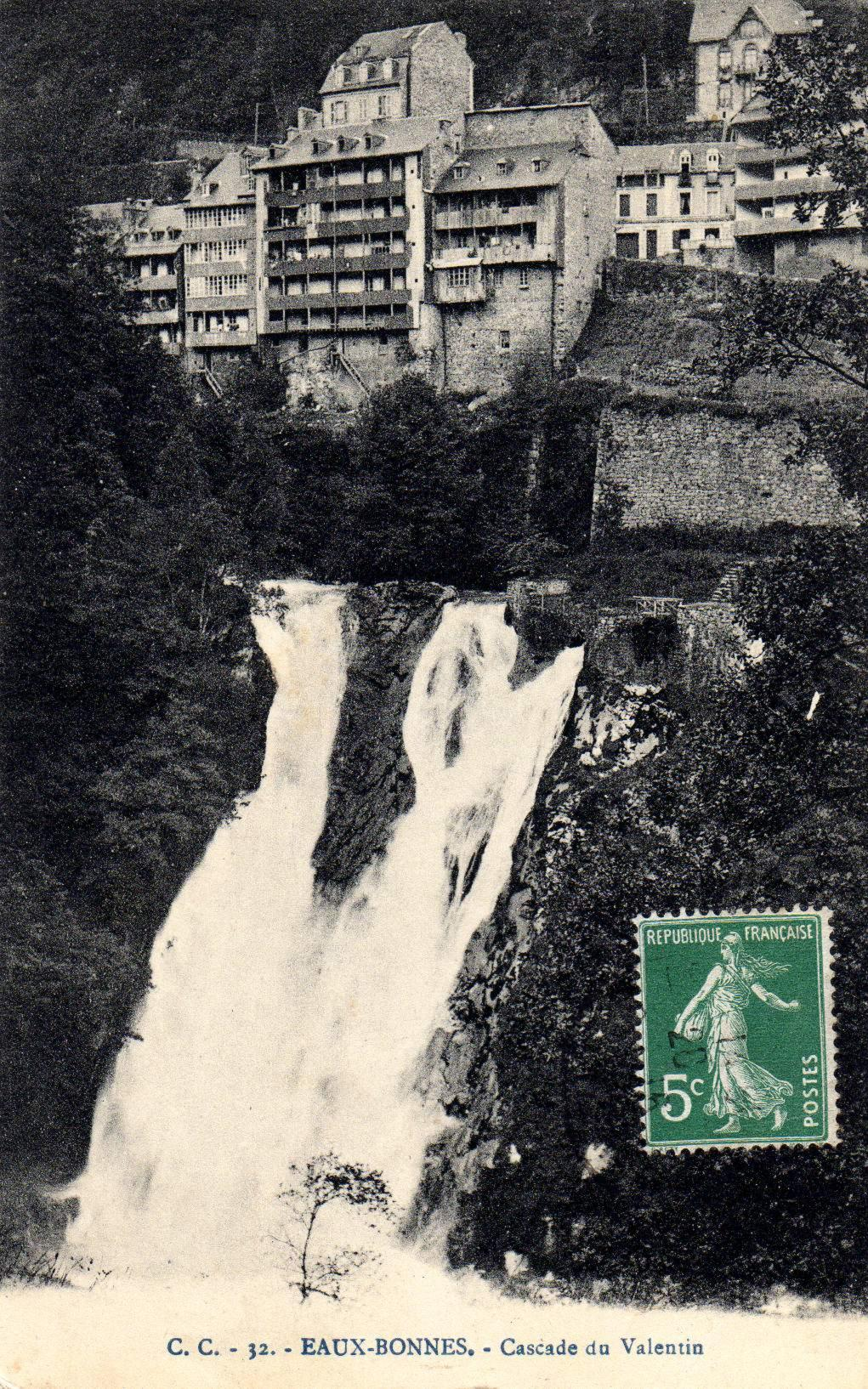
Eaux-Bonnes
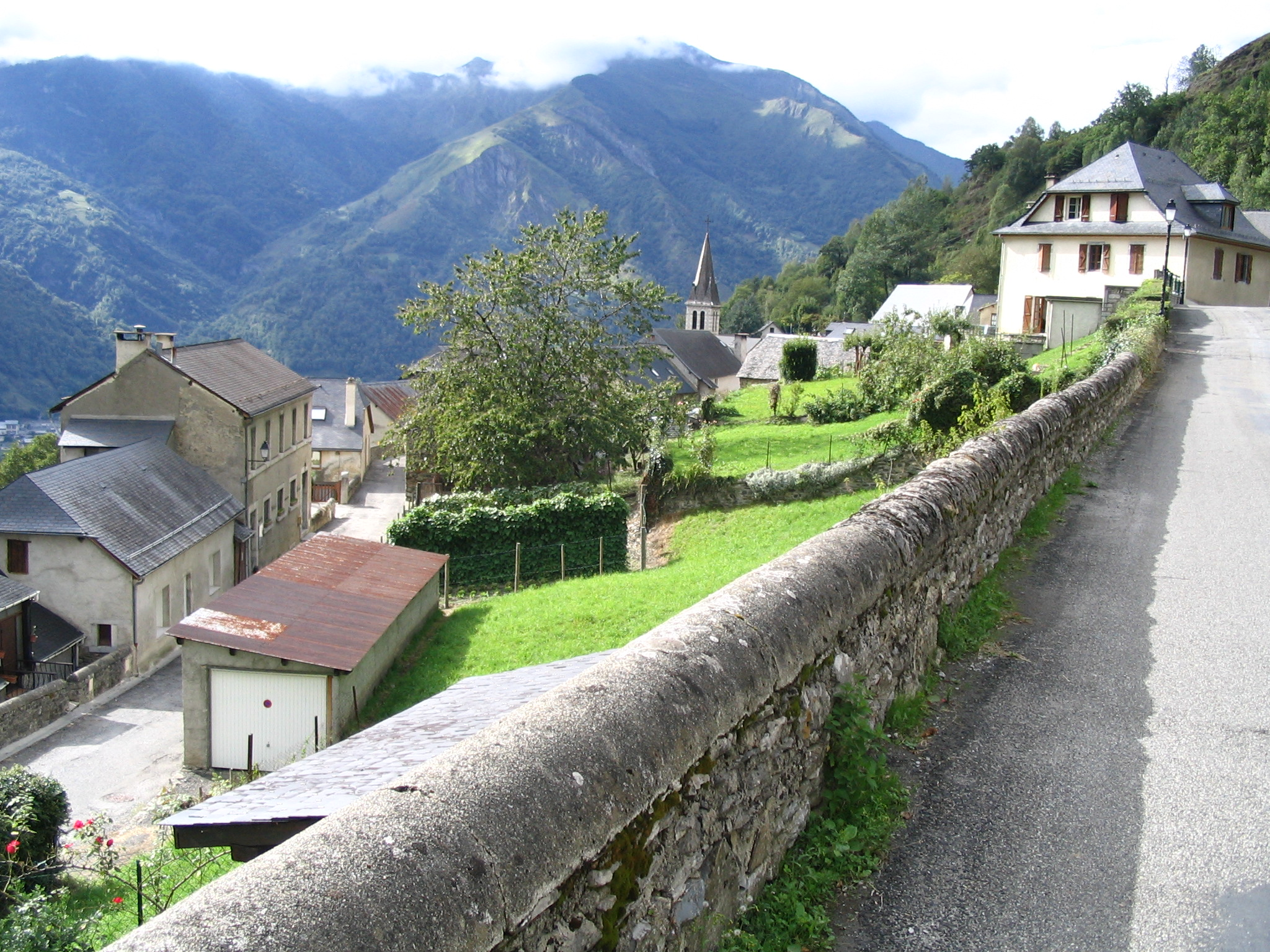
Aas
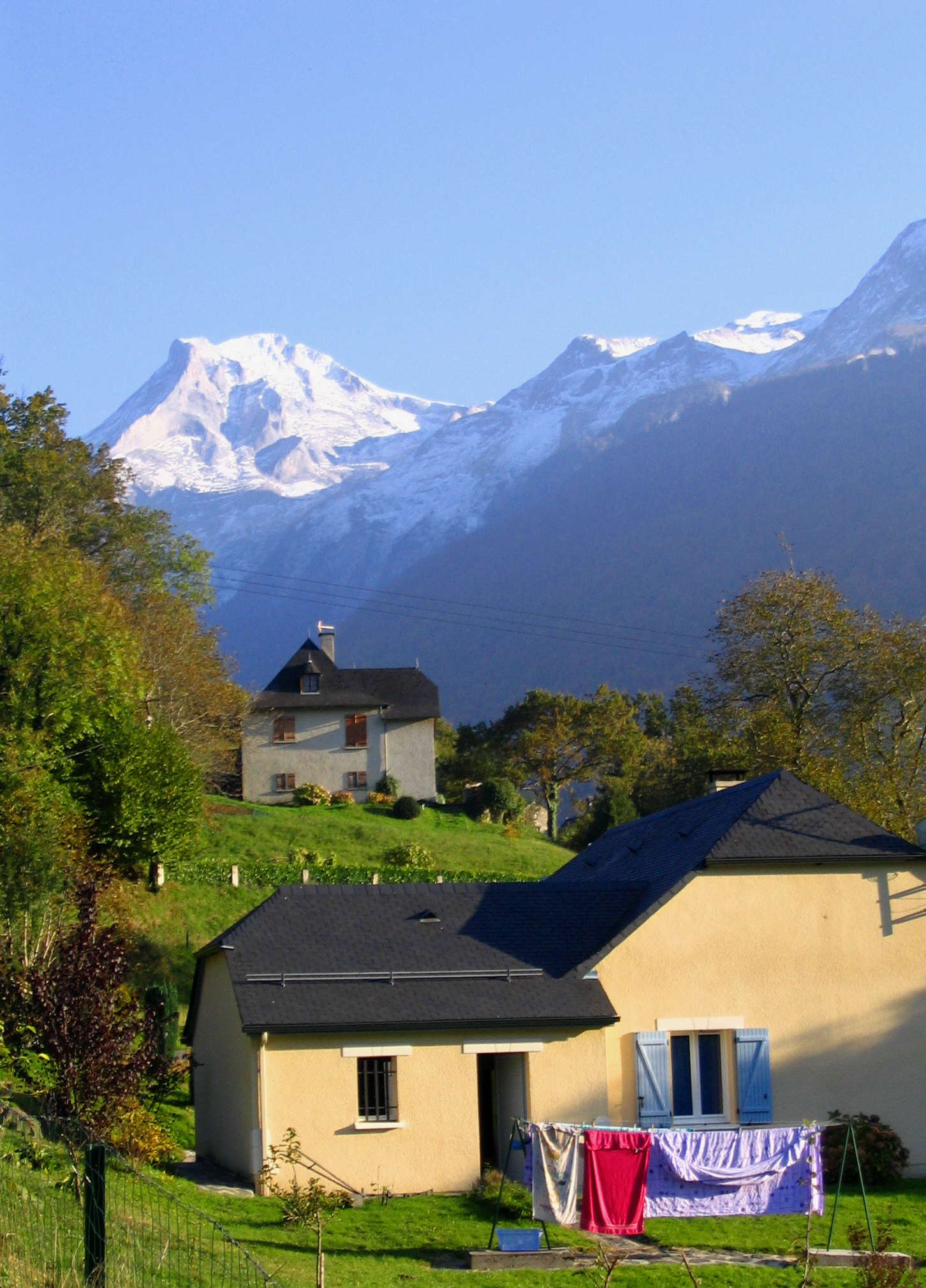
Assouste
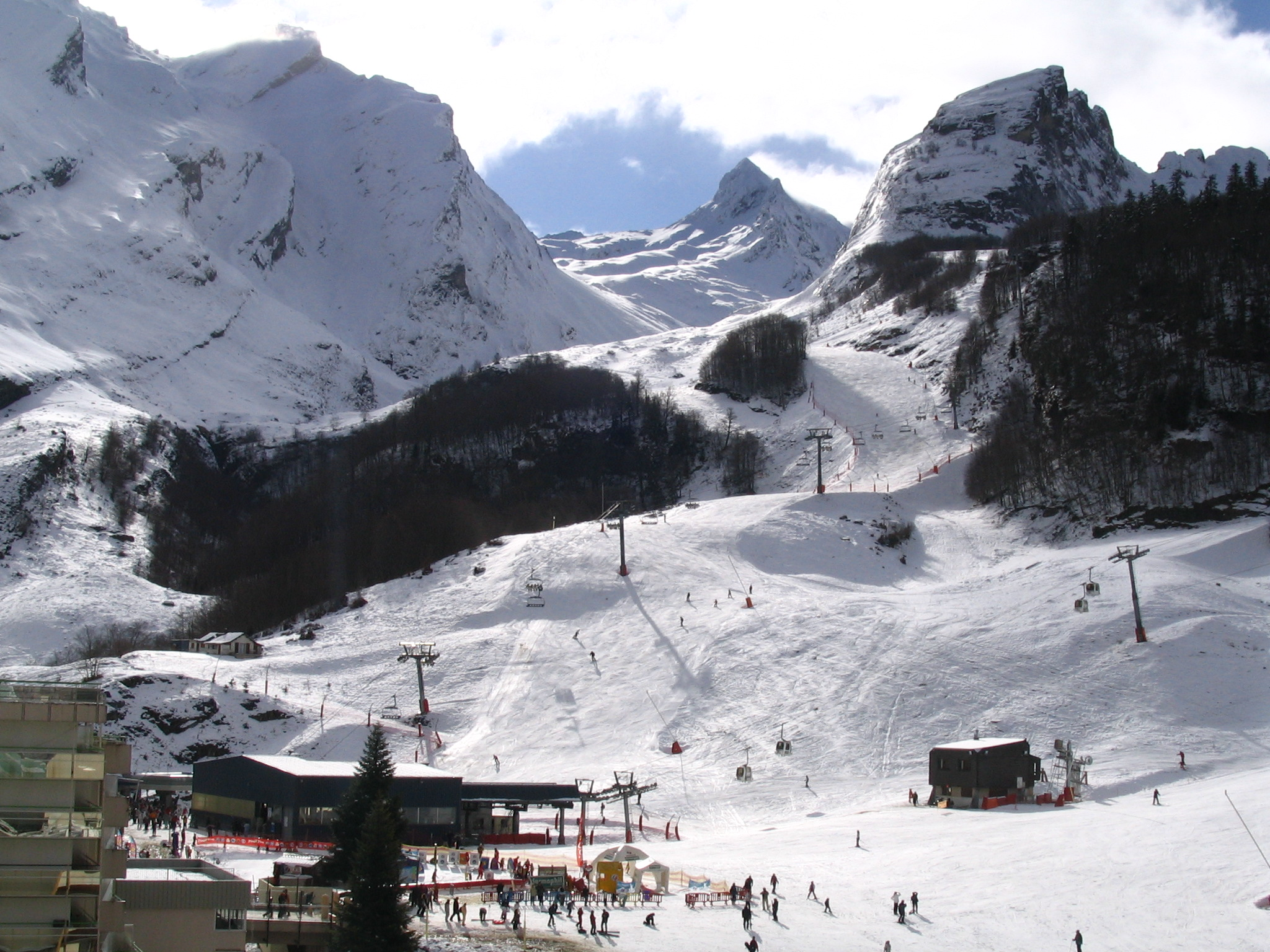
Gourette

Umgeben wird der Ort von den Nachbargemeinden:
|        | Béost                                       |                                  |
| Laruns | Kompassrose, die auf Nachbargemeinden zeigt | Béost                            |
|        | Laruns                                      | Arrens-Marsous (Hautes-Pyrénées) |

Eaux-Bonnes liegt im Einzugsgebiet des Flusses Adour. Ein Zufluss des Gave d’Ossau, der Valentin, durchströmt das Gemeindegebiet wie auch seine Zuflüsse:
- Ruisseau de Louesque,
- Ruisseau d’Esquerra,
- Ruisseau des Blanques,
- Cély,
- Ruisseau de Portaig und
- Sourde.[4]

## Geschichte
Die Gemeinde Eaux-Bonnes ist entstanden durch den Zusammenschluss der früheren Gemeinden Aas und Assouste am 29. Mai 1861.
Toponyme und Erwähnungen von Aas waren:
- Haas (1343, Manuskript von 1343),
- Ahas-en-Ossau (1384, Notare von Navarrenx) und
- Saint-Laurent-d’Aas (1654, Eingliederung in das Bistum Oloron).

In der Volkszählung des Béarn von 1385 wurden in Aas 13 Haushalte gezählt und vermerkt, dass die Gemeinde in der Bailliage von Ossau liegt.
Toponyme und Erwähnungen von Assouste waren:
- Soste (1270, Urkunden des Archidiakonats von Ossau),
- Assoste und Asoste (1440, Kopialbuch (Livre rouge) des Archidiakonats von Ossau) und
- Notre-Dame d’Assouste (1655, Eingliederung in das Bistum Oloron).

In der Volkszählung des Béarn von 1385 wurden in Assouste acht Haushalte gezählt und vermerkt, dass die Gemeinde in der Bailliage von Ossau liegt.
Eaux-Bonnes wurde 1764 in der Form Aigabonne in Urkunden von Laruns erwähnt.
Toponyme und Erwähnungen von Gourette waren:
- Gorrette d’Aas und Guorrette (1443, Vorschriften des Obersten Gerichtshofs des Béarn) und
- Gourrette (1675, Manuskriptsammlung des 16. bis 18. Jahrhunderts).[5]

Théophile de Bordeu (1722–1776)

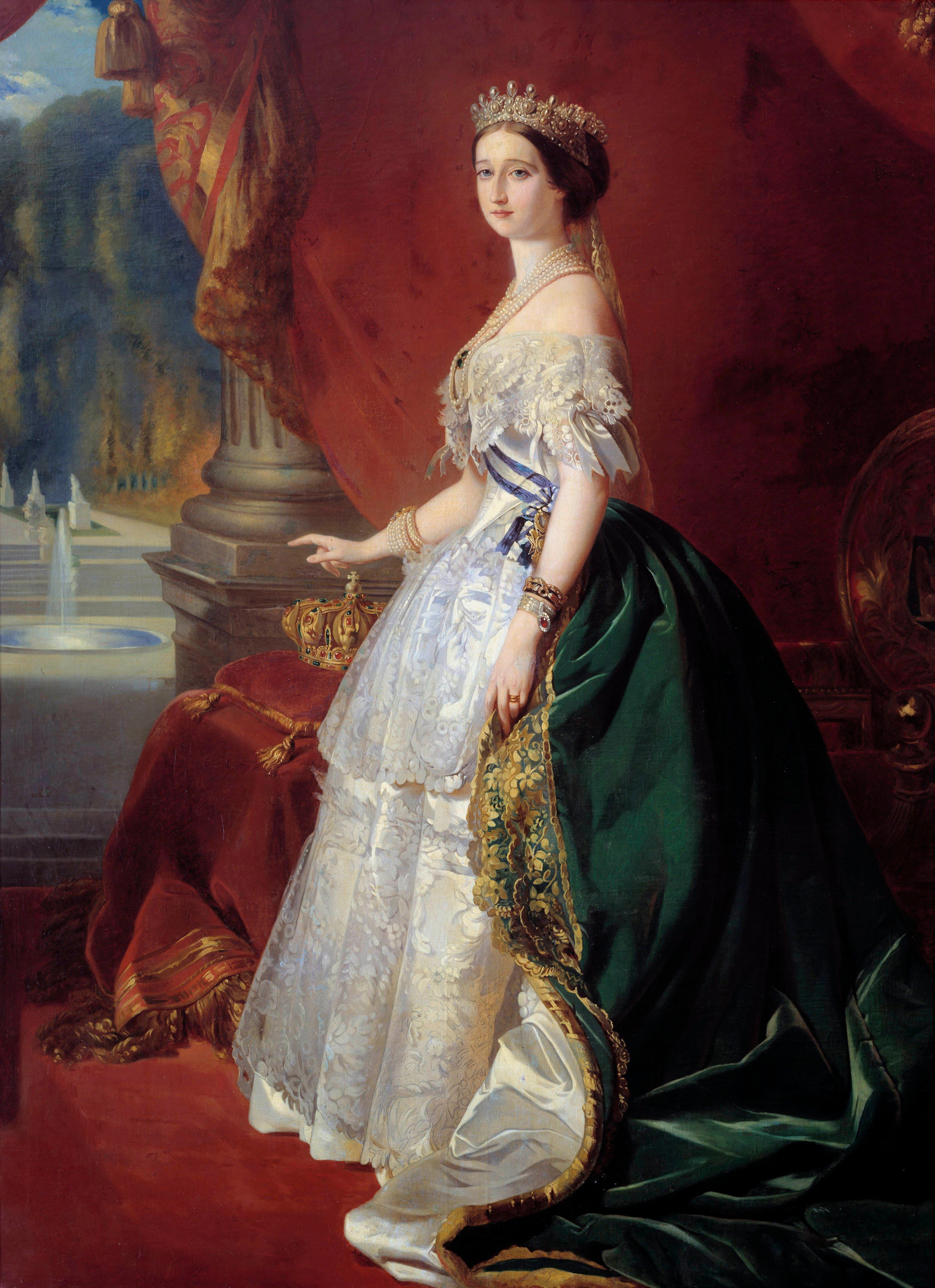
Eugénie de Montijo (1826–1920), letzte Kaiserin von Frankreich

Vicomte Gaston Fébus von Béarn soll 1356 bei Eaux-Bonnes Pyrenäen-Gämse gejagt haben. Die Thermalquelle von Eaux-Bonnes ist 1462 erstmals erwähnt worden. Im 16. Jahrhundert ließ der französische König Franz I. ein Militärkrankenhaus errichten, um Verwundete der Schlacht bei Pavia (1525) zu versorgen. In dieser Schlacht wurde eine für die damalige Zeit neuartige Waffe, die Arkebuse, eingesetzt. Wegen der heilenden Wirkung des Thermalwassers bekam es daher den Namen l’eau des arquebusades. Die Schwester des von Franz I., Margarete von Navarra, hielt sich hier mehrfach auf, ebenso wie Michel de Montaigne und Heinrich IV. in jungen Jahren. Das Fehlen von adäquaten Unterkünften in jener Zeit drosselte zunächst die weitere Entwicklung des Kurorts.
Der Arzt Théophile de Bordeu erforschte im 18. Jahrhundert die Zusammensetzung des Wassers aus Schwefel, Sulfiden, Chloriden, Natrium, Kalzium und Mineralstoffen und erkannte die heilende Wirkung bei Erkrankungen der Atemwege, Rheuma und Arthrose. Kaiser Napoleon Bonaparte verlieh der Entwicklung einen Schub, indem er eine befahrbare Straße und annehmbare Unterkünfte anlegen ließ. Prosper Darralde, Bürgermeister von Navarrenx und Arzt der französische Kaiserin Eugénie, errichtete in Eaux-Bonnes rund 15 Hotels mit drei oder vier Stockwerken. Die Kaiserin selbst weihte einen neuen Zugang zu den Quellen ein, legte den Grundstein für das Pflegeheim Sainte-Eugénie und sorgte für den Bau eines Kasinos. Diese Entfaltung des Ortes zog die Adeligen und Intellektuellen der Epoche an. Zahlreiche Gebäude der Stilrichtungen des Empire und Second Empire zeugen von dem goldenen Zeitalter von Eaux-Bonnes als Ort der Sommerfrische und mondäner Unterhaltung. Am Ende des 19. Jahrhunderts wurde der Bau einer elektrischen Straßenbahn in Erwägung gezogen, die eine schnelle Beförderung der Gäste von und zum Bahnhof in Laruns erlauben sollte. Das Projekt wurde allerdings nie realisiert.
Mit der Wende zum 20. Jahrhundert kam der Wintersport auf. Durch die luxuriöse und reichlich vorhandene Unterkunftskapazität konnten mehrere internationale Skiwettkämpfe zunächst in Eaux-Bonnes, ab 1924 in Gourette, durchgeführt werden. 1935 entschloss man sich, einen der ersten Schlepplifte Frankreichs in Gourette zu installieren.
Während des Zweiten Weltkriegs wurde das Heilbad geschlossen. Die deutschen Besatzer beschlagnahmten die Hotels als Unterbringung von ehemalige Kämpfern des Spanischen Bürgerkrieges, Juden und verschiedene andere Gefangenen aus dem unweit gelegenen Internierungslager Camp de Gurs als Vorbereitung einer weiteren Verbringung zum Sammellager Drancy und von dort in die Vernichtungslager. Dies betraf bis zum Dezember 1942 bis zu 458 Personen. Mehrere Hundert von ihnen bestiegen am 18. Januar 1943 Autobusse auf dem Platz von Eaux-Bonnes, die sie zum Bahnhof von Laruns brachten, wo ein Zug auf die Gefangenen wartete. Nach drei Tagen und Nächten hielt der Zug auf halbem Weg zu Drancy in Guéret im Département Creuse. Dort wurden sie von Repräsentanten des Roten Kreuzes und Bürgermeister der umliegenden Gemeinden in Empfang genommen und befreit.
Nach dem Krieg erfuhr der Kurbetrieb nicht mehr den Zuspruch wie zu Beginn des 20. Jahrhunderts. Die Gemeinde versucht derzeit, das Bäderwesen mit dem Betrieb einer neu gebauten Therme, genannt „La Bulle“, wiederzubeleben. In den 1960er Jahren wurden die ersten Geschäfte in Gourette eröffnet und das Skizentrum erfuhr einen starken Aufschwung. Gourette ist heute ein familienfreundlicher Skiort mit Skipisten aller Schwierigkeitsgrade.

### Einwohnerentwicklung
Nach einem Höchststand der Einwohnerzahl in der Mitte des 19. Jahrhunderts mit über 900 Einwohnern durchlief sie Phasen von Rückgängen und Wachstum. Insgesamt reduzierte sich die Zahl bis heute insgesamt um über zwei Drittel und der negative Trend hält an.
| Jahr      | 1962 | 1968 | 1975 | 1982 | 1990 | 1999 | 2006 | 2009 | 2022 |
| --------- | ---- | ---- | ---- | ---- | ---- | ---- | ---- | ---- | ---- |
| Einwohner | 392  | 501  | 421  | 526  | 536  | 435  | 426  | 418  | 203  |

## Sehenswürdigkeiten

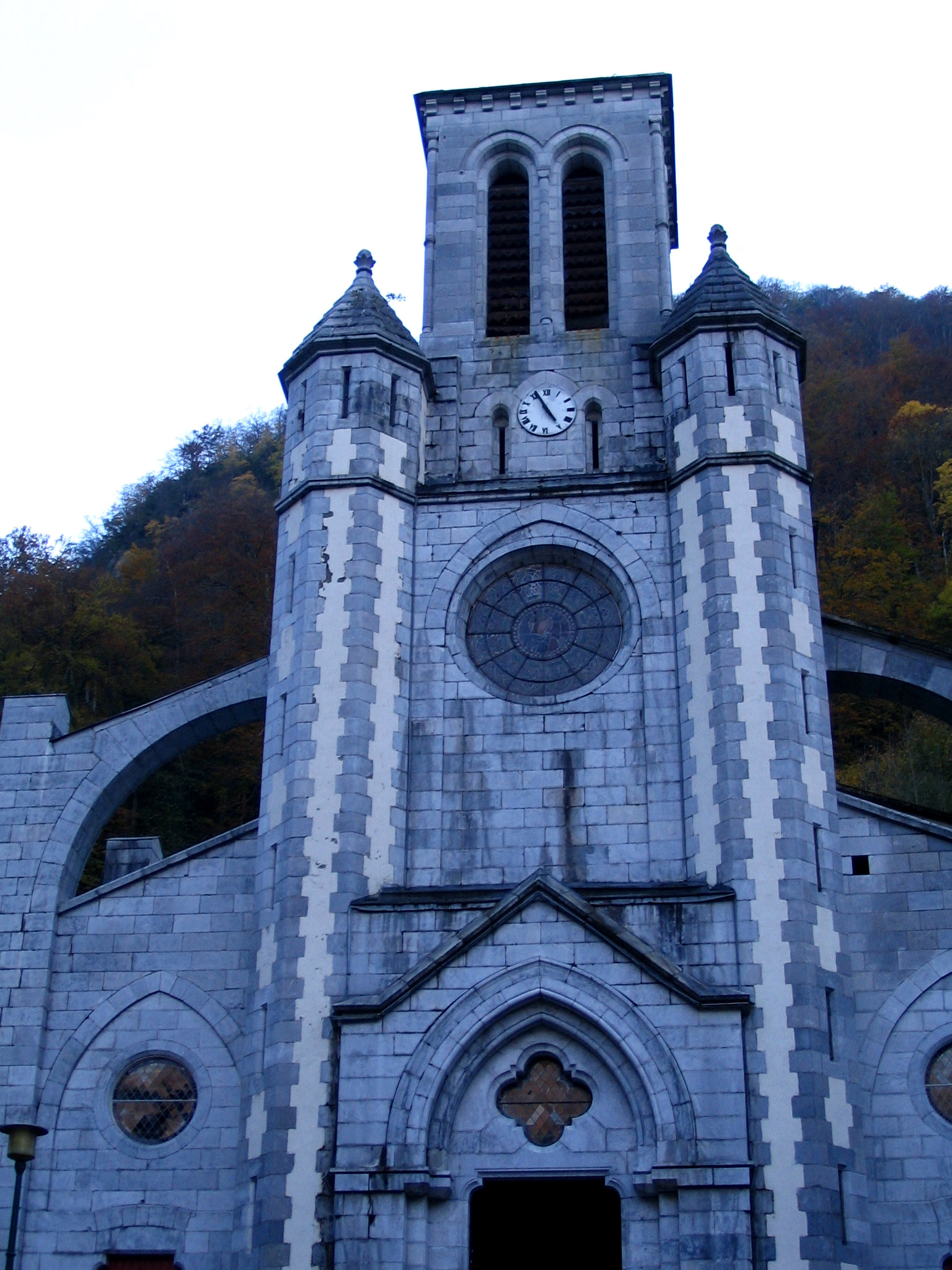
Ortskirche Saint-Jean-Baptiste Notre-Dame-des-Infirmes

- Ortskirche, gewidmet Johannes dem Täufer und Maria. Bei einem Besuch der Kaiserin Eugénie im Juli 1860 spendete sie eine großzügige Summe für den Wiederaufbau der Kirche. Gustave Lévy, Architekt des Départements, legte sein inzwischen drittes Projekt vor und 1866 begannen die Arbeiten. Bereits von 1869 bis 1870 ruhte die Bautätigkeit, nachdem das Geld ausgegangen war. 1875 wurde sie wieder aufgenommen, diesmal nach den Plänen des kommunalen Architekten Pierre Gabarret. Die Glasfenster mit figürlichen Motiven sind Arbeiten des Glasmalers Paul Chalons aus Toulouse aus dem Jahre 1879, die Glasfenster mit zierenden Motiven des Glasmalers Gustave Pierre Dagrant aus Bordeaux aus dem Jahre 1881. Die Kirche wurde schließlich am 22. Mai 1884 geweiht. Der Langbau birgt drei Kirchenschiffe ohne Querschiff durch Arkaden mit Lanzettbögen getrennt. Der Eingang befindet sich am Fuße des Glockenturms, der von zwei schmalen Türmen flankiert wird. Die Massivität der Fassade wird durch das Gleichmaß der Strebebögen und der verhältnismäßig kleinen Fenster unterstützt. Der klassizistische Stil der Kirche passt sich harmonisch in die Architektur der umliegenden Gebäuden ein.[15][16]

Gebäude in Eaux-Bonnes
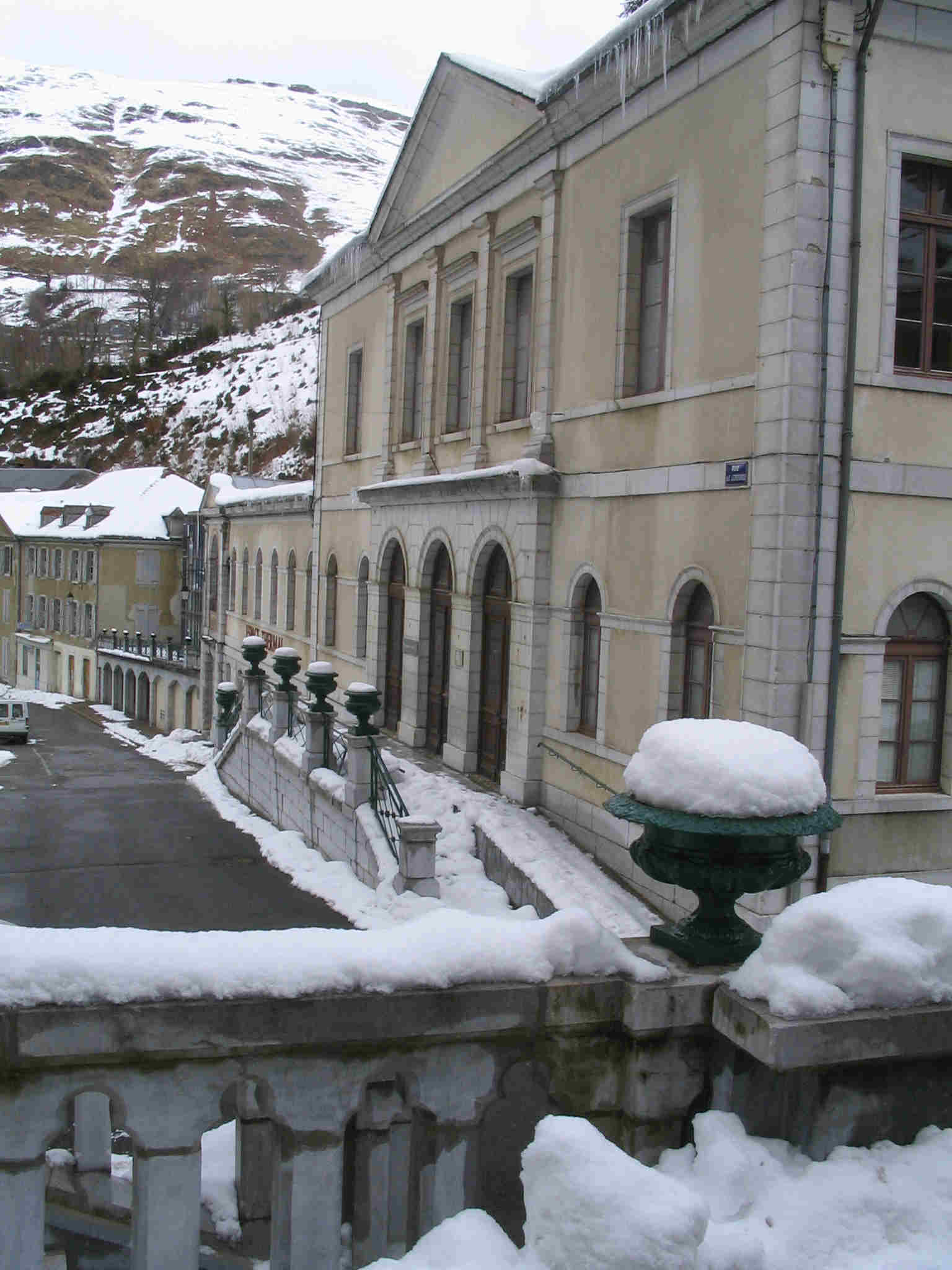
Thermalbad
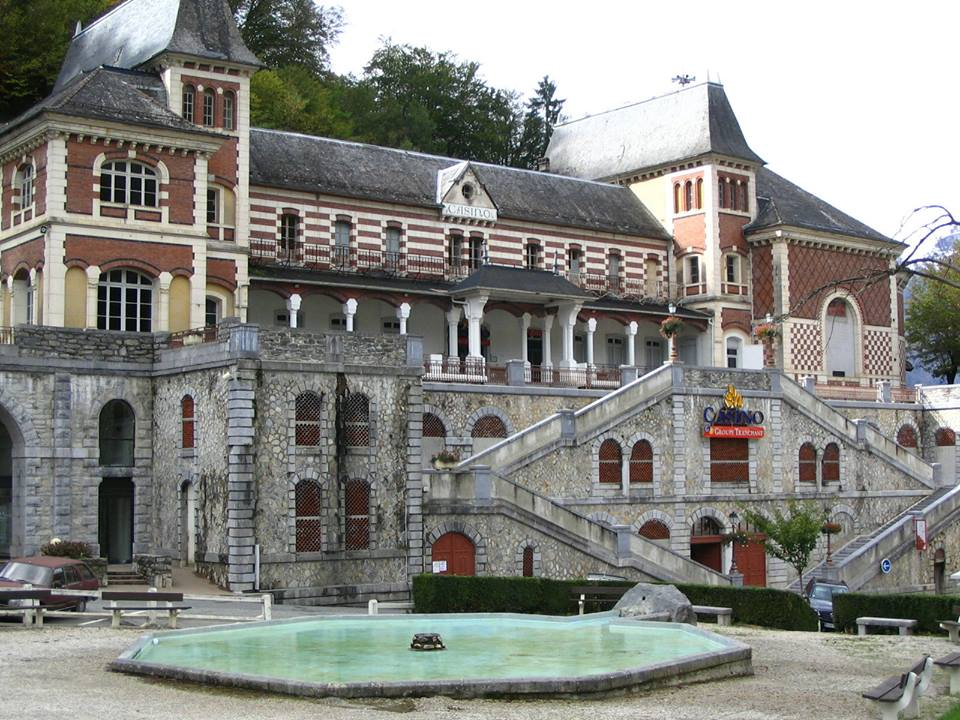
Kasino
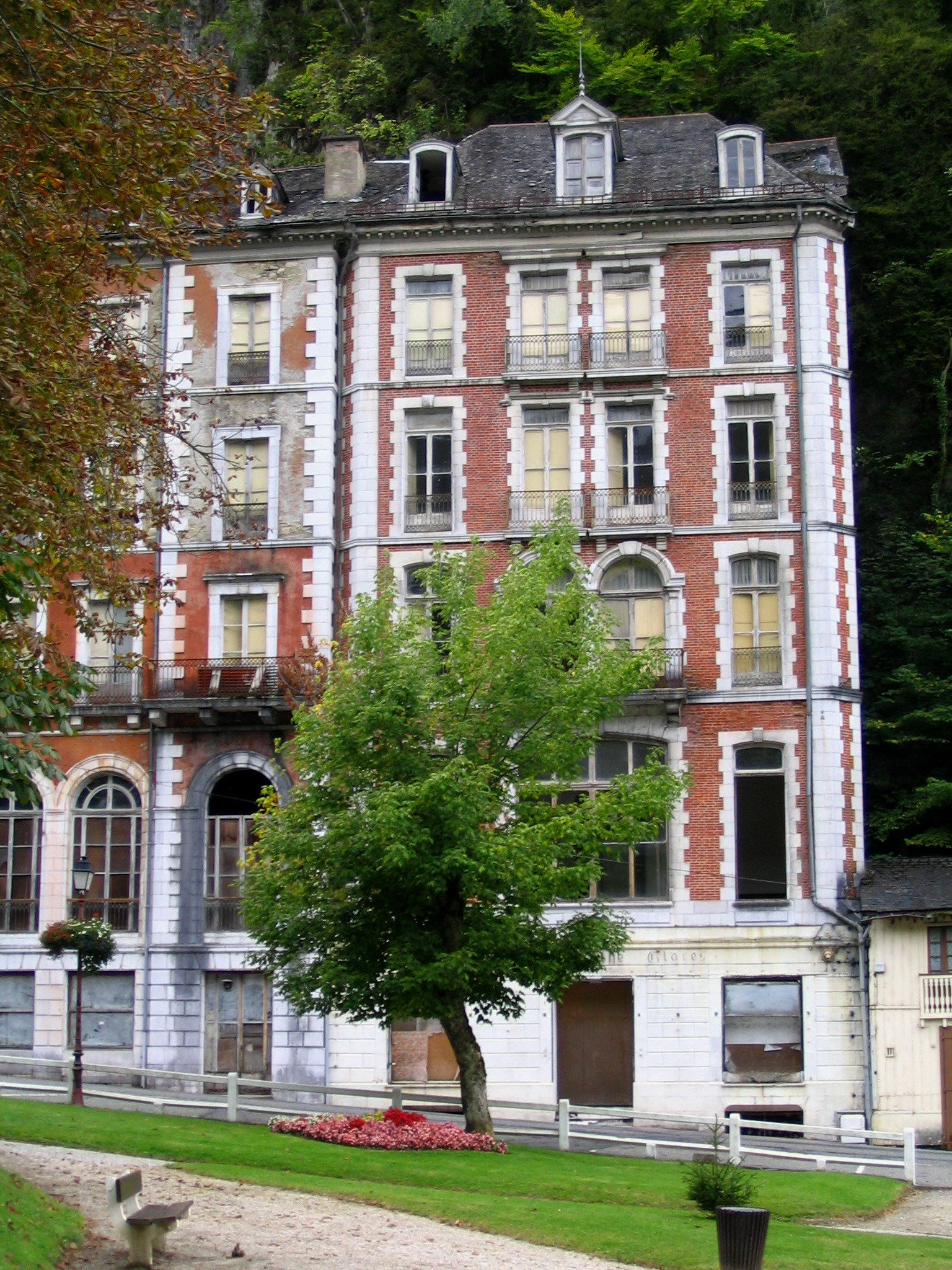
Ehemaliges Hôtel des Princes
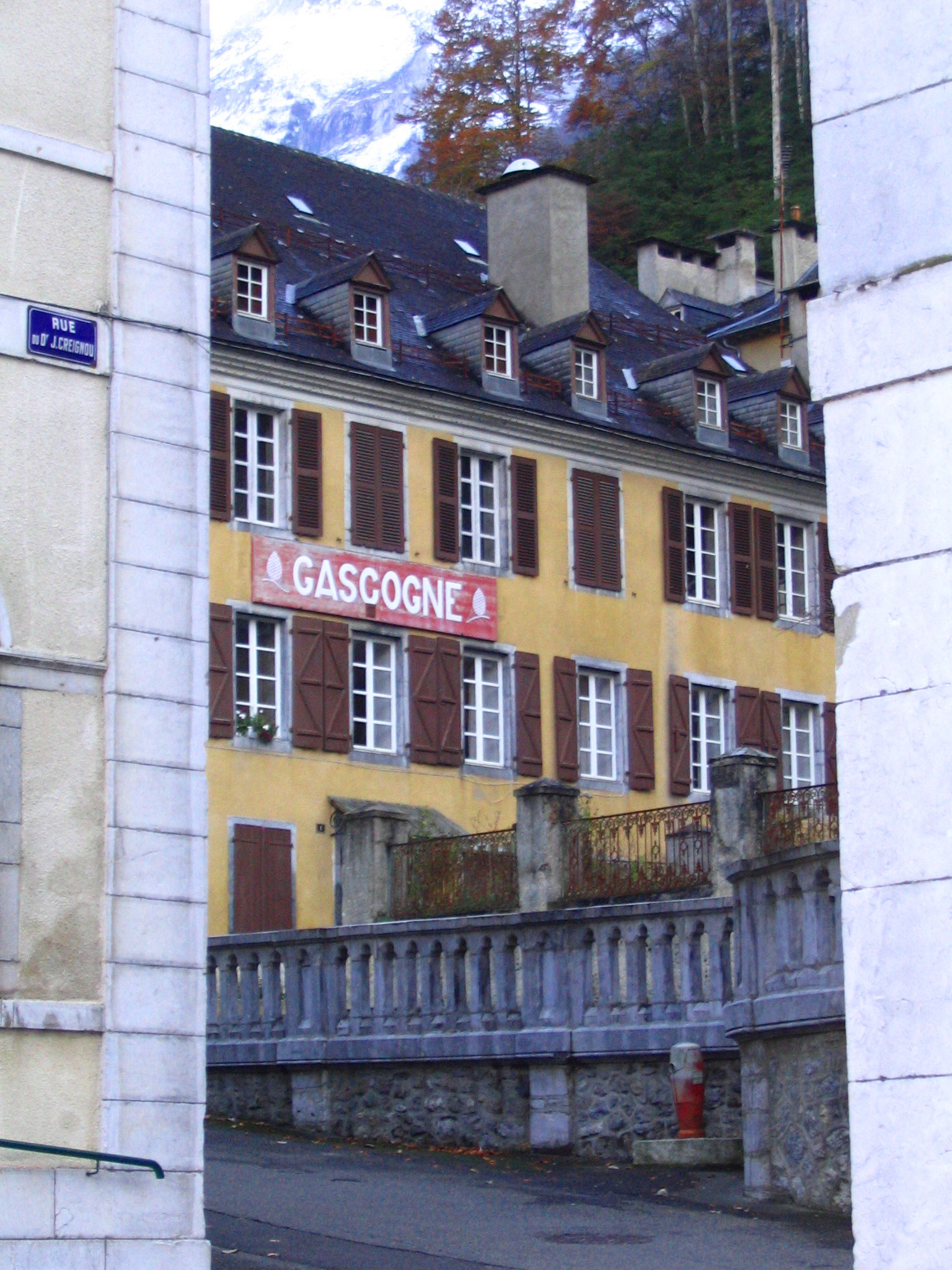
Ehemaliges Hôtel de Gascogne
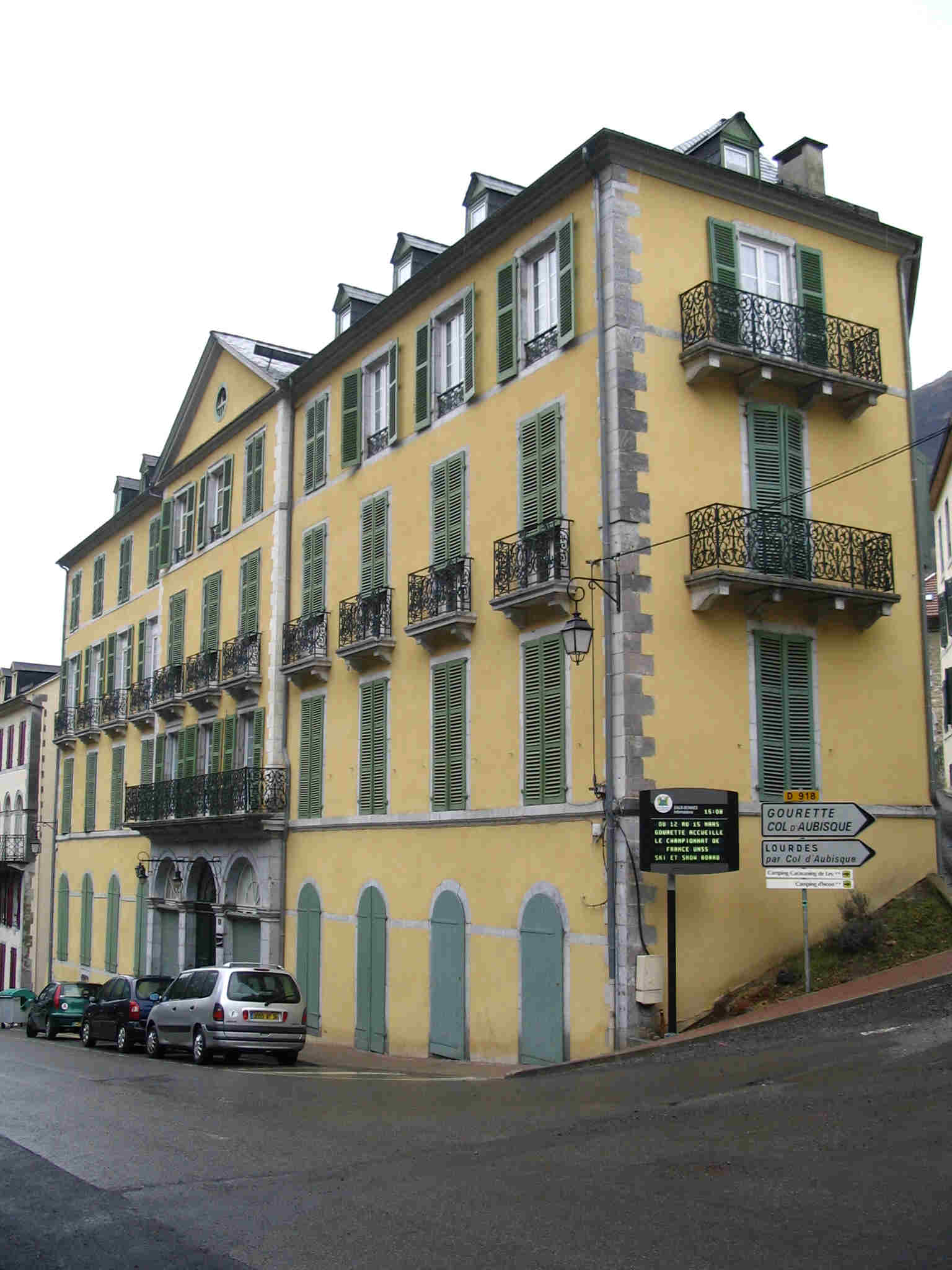
Ehemaliges Hôtel Continental
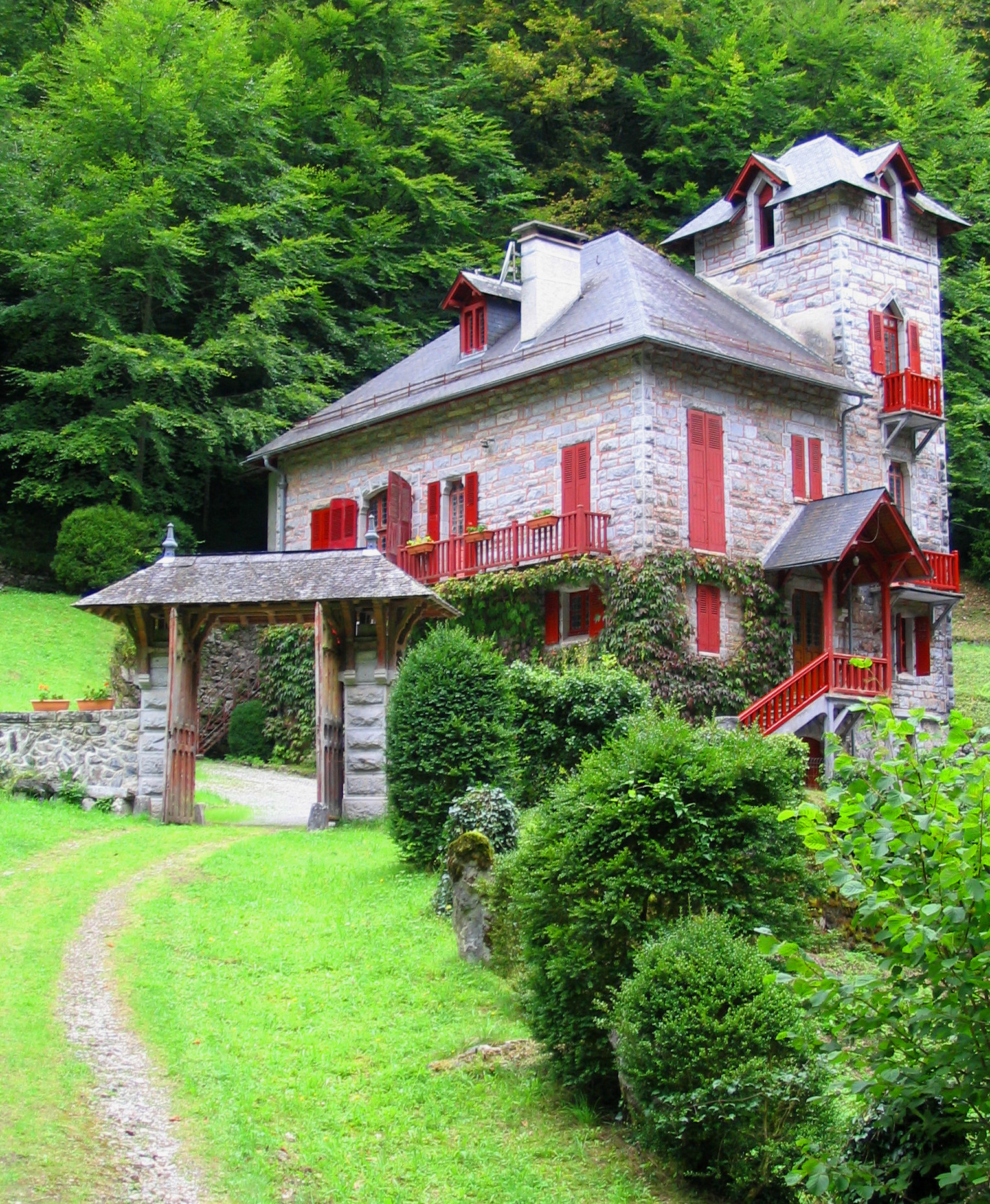
Villa Preller

## Wirtschaft und Infrastruktur

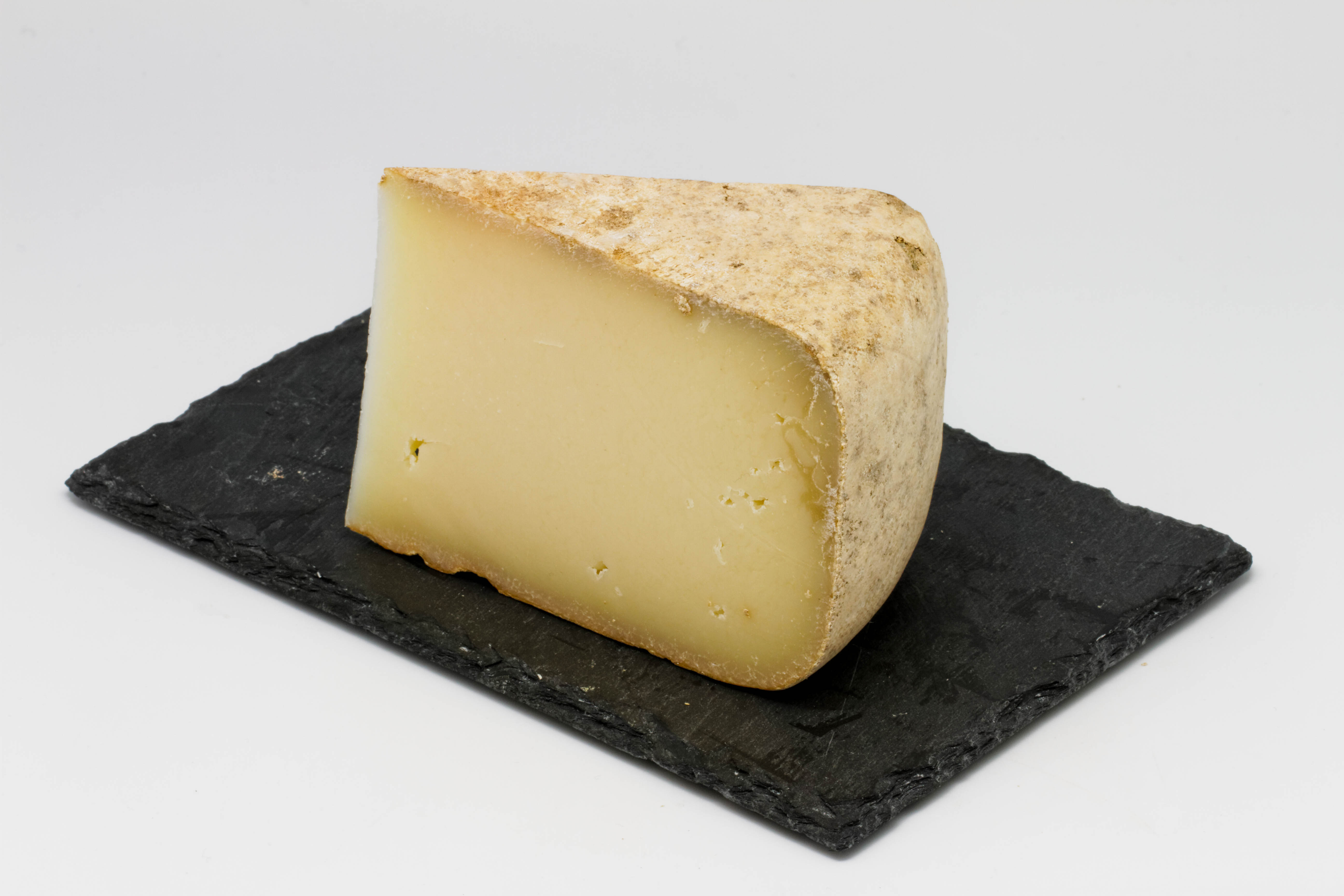
Ossau-Iraty

Dienstleistungen und Tourismus sind die wichtigsten Wirtschaftsfaktoren der Gemeinde. Eaux-Bonnes liegt in der Zone AOC des Ossau-Iraty, eines traditionell hergestellten Schnittkäses aus Schafmilch.

### Sport und Freizeit
- Eingebettet in einem Park von rund 100 Hektar bietet Eaux-Bonnes einen „Abenteuerpark“ mit Klettergarten und Seilrutsche.[19]

- Eaux-Bonnes ist Etappenort der Tour de la Vallée d’Ossau, ein Rundwanderweg in sieben Etappen von insgesamt mehr als 100 km Länge.[20]

- Der Fernwanderweg GR 10 von Hendaye am Atlantik nach Banyuls-sur-Mer am Mittelmeer führt über 850 km entlang des Pyrenäenkamms und auf diesem Weg auch durch die Gemeinde.[21]

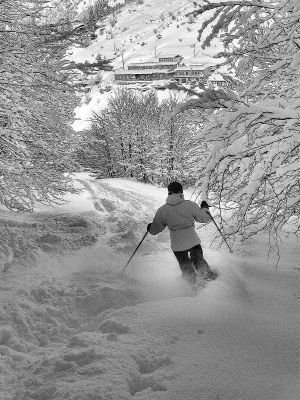
Skistation Gourette im Winter

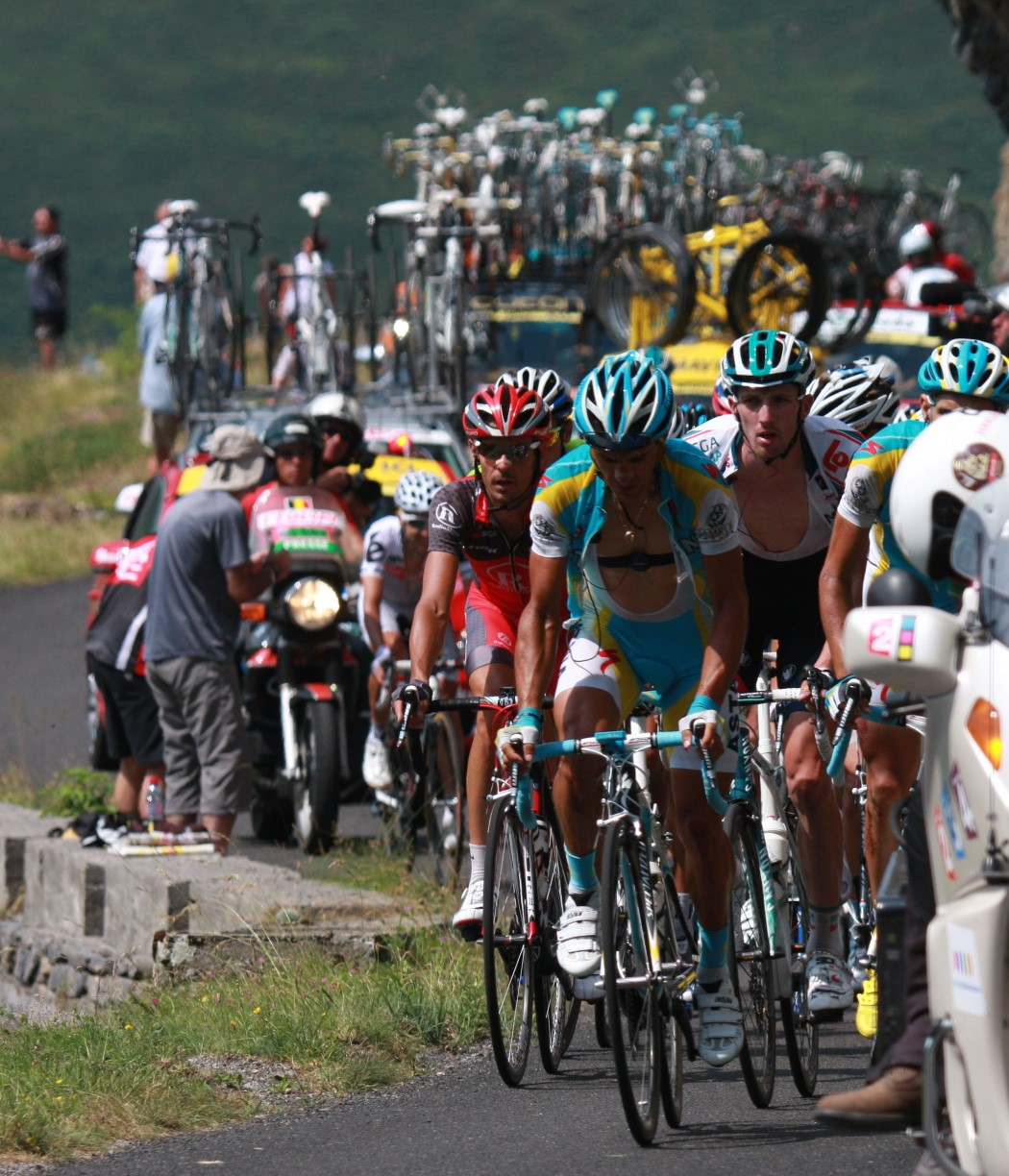
Tour de France 2010

- Eaux-Bonnes bietet im Sommer wie im Winter eine Fülle von Möglichkeiten von sportlichen Aktivitäten an.[22]
  - im Winter u. a.:
    - Alpiner Skisport
    - Freestyle
    - Funpark
    - Langlauf
    - Skiwanderung
    - Rodeln
    - Schneeschuhwandern
    - Ice Canyoning

  - im Sommer u. a.:
    - Wandern
    - Traillauf
    - Klettern (auch indoor)
    - Radfahren
    - Mountainbiking
    - Trimm-dich-Pfad
    - Tennis
    - Squash
    - Frontón

Die 16. Etappe der Tour de France 2007 führte am 25. Juli 2007, die 16. Etappe der Tour de France 2010 am 20. Juli 2010 und die 18. Etappe der Tour de France 2022 am 21. Juli 2022 durch den Ort.

### Verkehr
Eaux-Bonnes ist angeschlossen an die Routes départementales 240 und 918, der ehemaligen Route nationale 618, und ist über eine Linie des Busnetzes Transports 64 von Pau nach Gourette mit anderen Gemeinden des Départements verbunden.

## Persönlichkeiten

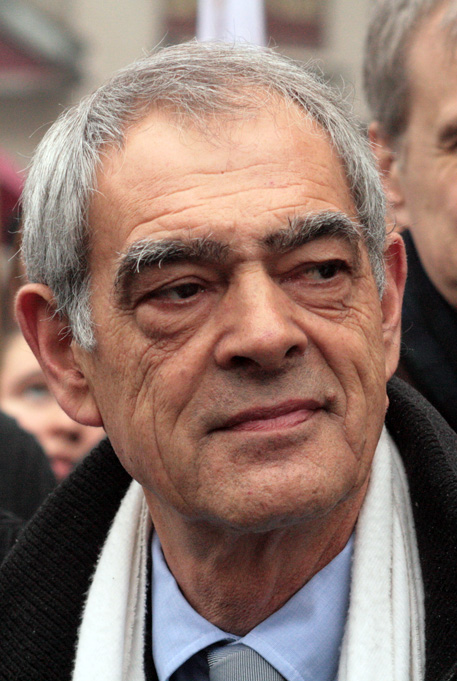
Henri Emmanuelli im November 2007

- Henri Emmanuelli, geboren am 31. Mai 1945 in Eaux-Bonnes, gestorben am 21. März 2017 in Bayonne, war ein französischer Politiker, Abgeordneter in der Nationalversammlung, Staatssekretär und Vorsitzender der Parti socialiste.

- Berühmte Besucher der Gemeinde waren u. a.:
  - Gaston Fébus (1331–1391), Compte von Béarn
  - Margarete von Navarra (1492–1549), Königin von Navarra
  - Franz I. (1494–1547), König von Frankreich
  - Michel de Montaigne (1533–1592), Jurist, Politiker, Philosoph und Begründer der Essayistik
  - Heinrich IV. (1553–1610), König von Frankreich
  - Théophile de Bordeu (1722–1776), Arzt und Begründer der Hydrotherapie
  - Marie Thérèse Charlotte de Bourbon, genannt „Madame Royale“, (1778–1851), von 1836 bis 1844 Titularkönigin von Frankreich
  - Louis-Adolphe Thiers (1797–1877), französischer Politiker und Historiker
  - Eugène Delacroix (1798–1863), französischer Maler
  - Friedrich Wilhelm IV. (1795–1861), späterer König von Preußen
  - Eugène Devéria (1805–1865), französischer Maler
  - Jules Grévy (1807–1891), französischer Staatspräsident von 1879 bis 1887
  - Louis d’Orléans, duc de Nemours (1814–1896), zweiter Sohn des Königs Louis-Philippe I.
  - Gustave Flaubert (1821–1880), französischer Schriftsteller
  - Maria Karolina Augusta von Neapel-Sizilien (1822–1869), Angehörige des französischen Königshauses
  - Rosa Bonheur (1822–1899), französische Tiermalerin
  - Eugénie de Montijo (1826–1920), letzte Kaiserin von Frankreich
  - Hippolyte Taine (1828–1893), französischer Philosoph, Historiker und Kritiker
  - Ismail Pascha (1830–1895), Wali (Gouverneur) und Khedive (Vizekönig) der osmanischen Provinz Ägypten.
  - Sarah Bernhardt (1844–1923), französische Schauspielerin
  - Philippe Pétain (1856–1951), französischer Offizier, Diplomat und Politiker
  - Louis Barthou (1862–1934), französischer Politiker
  - Henri Sallenave (1881–1953), französischer Sportler, Initiator des Skisports in den Pyrenäen
  - Cecil William Mercer (1885–1960), englischer Schriftsteller unter dem Pseudonym Domford Yates.